# Liga ASOBAL 2011-2012
La Liga ASOBAL 2011-2012 è stata la 54ª edizione del massimo campionato spagnolo di pallamano maschile.

Esso è stato organizzato dalla Real Federación Española de Balonmano, la federazione spagnola di pallamano.

La stagione è iniziata il 9 settembre 2011 e si è conclusa il 2 giugno 2012.

Il torneo è stato vinto dall'FC Barcellona per la 19ª volta nella sua storia.

A retrocedere in División de Honor Plata sono stati il Club Balonmano Antequera e il Club Balonmano Puerto Sagunto.

## Formula
Il torneo fu disputato con la formula del girone unico all'italiana con partite di andata e ritorno.

Al termine della stagione la prima squadra classificata fu proclamata campione di Spagna mentre le ultime due classificate furono retrocesse in División de Honor Plata, la seconda serie del campionato.

## Classifica finale
|                   | Pos. | Squadra             | Pt | G  | V  | N | P  | GF   | GS  | DR   | Note                                                             |
| ----------------- | ---- | ------------------- | -- | -- | -- | - | -- | ---- | --- | ---- | ---------------------------------------------------------------- |
| Spagna (bandiera) | 1.   | Barcellona          | 58 | 30 | 29 | 0 | 1  | 1012 | 752 | +260 | Qualificato alla fase a gironi della Champions League 2012-2013. |
|                   | 2.   | Atlético Madrid     | 57 | 30 | 28 | 1 | 1  | 1047 | 771 | +276 | Qualificato alla fase a gironi della Champions League 2012-2013. |
|                   | 3.   | Ademar León         | 44 | 30 | 20 | 4 | 6  | 906  | 796 | +110 | Qualificato alla fase a gironi della Champions League 2012-2013. |
|                   | 4.   | Valladolid          | 43 | 30 | 20 | 3 | 7  | 855  | 779 | +76  | Qualificato alla EHF Cup 2012-2013.                              |
|                   | 5.   | Aragona             | 48 | 34 | 23 | 2 | 9  | 1044 | 953 | -12  | Qualificato alla EHF Cup 2012-2013.                              |
|                   | 6.   | Ciudad Encantada    | 31 | 30 | 15 | 1 | 14 | 808  | 874 | -66  |                                                                  |
|                   | 7.   | Naturhouse La Rioja | 29 | 30 | 12 | 5 | 13 | 845  | 862 | -17  |                                                                  |
|                   | 8.   | Granollers          | 26 | 30 | 12 | 2 | 16 | 844  | 867 | -23  |                                                                  |
|                   | 9.   | CBM Torrevieja      | 26 | 30 | 10 | 6 | 14 | 785  | 802 | -17  |                                                                  |
|                   | 10.  | Cantabria           | 24 | 30 | 10 | 4 | 16 | 864  | 888 | -24  |                                                                  |
|                   | 11.  | BM Huesca           | 22 | 30 | 9  | 4 | 17 | 827  | 914 | -87  |                                                                  |
|                   | 12.  | Helvetia Anaitasuna | 22 | 30 | 8  | 6 | 16 | 781  | 881 | -100 |                                                                  |
|                   | 13.  | Academia Octavio    | 20 | 30 | 7  | 6 | 17 | 800  | 893 | -93  |                                                                  |
|                   | 14.  | BM Guadalajara      | 18 | 30 | 7  | 4 | 19 | 787  | 871 | -84  |                                                                  |
|                   | 15.  | BM Antequera        | 17 | 30 | 7  | 3 | 20 | 783  | 892 | -109 | Retrocesso in División de Honor Plata 2012-2013.                 |
|                   | 16.  | CB Puerto Sagunto   | 11 | 30 | 3  | 5 | 22 | 758  | 881 | -123 | Retrocesso in División de Honor Plata 2012-2013.                 |

## Campioni
| Campione di Spagna 2011-2012 |
| ---------------------------- |
| FC Barcellona 19º titolo     |